# Тропина, Римма Владимировна
Римма Владимировна Тропина (род. 5 мая 1990) — российская самбистка, бронзовый призёр первенства России среди молодёжи 2013 года, бронзовый призёр чемпионатов России 2011 и 2014 годов, серебряный призёр розыгрыша Кубка мира среди студентов 2012 год, победительница розыгрыша Кубка мира 2014 года, мастер спорта России международного класса. Наставниками Тропиной были Г. Н. Немцов и Е. Г. Немцова. Выступала в первой средней весовой категории (до 68 кг).

## Спортивные результаты
- Чемпионат России по самбо среди женщин 2011 года — ;
- Кубок мира по самбо среди студентов 2012 года  — [2];
- Первенство России среди молодёжи 2013 года — [3];
- Чемпионат России по самбо среди женщин 2014 года — ;